# 2415-ös mellékút (Magyarország)
A 2415-ös számú mellékút a Heves vármegyei Verpelét és Sirok között húzódik, áthalad Tarnaszentmárián és Sirok-Kőkútpusztán. Mintegy 8,7 km hosszú, négyszámjegyű, 2x1 sávos, a 2416-os közút és a -es főút között kiépített összekötő út; kezelője a Magyar Közút Kht. Heves megyei Igazgatósága.
Verpelétnél ágazik ki a 2416-os útból észak felé, és -es főút csomópontjában ér véget. Tarnaszentmária déli szélén átszeli a Kisterenye–Kál-Kápolna-vasútvonalat, majd a központban kiágazik belőle a 24 128-as út, Egerszólát felé. Ezután nyugatabbnak fordul és a belterület északi szélét elérve ismét keresztezi a vasúti nyomvonalat, Tarnaszentmária megállóhely mellett. A 6. kilométere táján Sirok Kőkútpuszta nevű településrészén halad át, melynek központjában beletorkollik a Sirok felől odáig vezető 24 127-es út. A 8. kilométerét elhagyva újból keresztezi a vasutat, Sirok megállóhely mellett. Sirok külterületei közt ér véget, a 24-es főút 40+800-as kilométerszelvénye közelében.

## Története
1934-ben a kereskedelem- és közlekedésügyi miniszter 70 846/1934. számú rendelete a teljes hosszában harmadrendű főúttá nyilvánította, további mai mellékúti útszakaszokkal együtt, 214-es útszámozással. (Az akkori 214-es főút Kápolnától Sirok, Pétervására és Zabar érintésével egészen a (felső)utaspusztai határátkelőig húzódott.) 
Egy dátum nélküli, feltehetőleg 1950 körül készült közúthálózati térkép szintén 214-es számozással szerepelteti, de a 214-es út akkor csak Kápolna és Sirok között húzódott.